# 阿以反伊联盟
阿以反伊联盟 有时被称为以色列-逊尼派联盟， 是以色列与阿拉伯联合酋长国和沙特阿拉伯领导的主要遜尼派阿拉伯国家之间為共同對抗伊朗而組成的非官方区域安全联盟。它是由美国在2019年2月的华沙会议后推动形成的（各方在2020年又簽署了一系列正常化協議，即亞伯拉罕協議）。

## 历史
该联盟的歷史可以追溯到2000 年代，原因是巴以冲突對一些阿拉伯國家來說重要性日益下降以及阿拉伯國家、以色列与伊朗之間紧张关系升級。 到了2016年，海合会国家寻求加强与以色列的经济和安全合作，以色列同樣也卷入了与伊朗的代理人冲突。 事实上的联盟已于2017年11月出现， 此後以色列与海湾国家之间的关系升温，爾後的2019年2月的华沙會議有受到了媒體的廣泛關注：這起在華沙舉辦的全球峰會被視為是考驗川普政府在中東政策上的核心，即「即使以色列與巴勒斯坦的和平談判遙遙無期，但是以色列與主要的阿拉伯國家對伊朗的同仇敵愾之信念比以往的任何時候都還要好」。
美國的特朗普政府试图发起一个「中东战略联盟」（又稱「阿拉伯北约」），並吸納海湾合作委员会国家如埃及、约旦以及摩洛哥加入。2019年4月，埃及宣布不参加。爾後該協議直到2021年1月11日都沒有公布：「阿聯酋、巴林與摩洛哥在2020年末與以色列關係的正常化可能促成了替代方案，至少阿聯、巴林的關係正常化，可以決定部分與對抗伊朗有關的決策」。2020年，作為亞伯拉罕協議的一部分成果，阿聯酋、 巴林、苏丹、 和摩洛哥与以色列实现了关系正常化。馬歇爾中心針對亞伯拉罕協議進行了一項分析，結論為該協議最終「加強了該地區的非正式反伊朗聯盟」。
根據特拉維夫智庫國家安全研究所之伊朗專家約爾·戈贊斯基與中東安全專家克萊夫·瓊斯教授的說法表示：「我們的方法在於理解以色列與其他海灣國家的關係，特別是沙烏地阿拉伯、阿聯酋和巴林，而非所謂的正式聯盟關係，而是默契上的安全制度之體現。這一制度允許我們可以探索、分析以色列與海灣君主制國家之間的關係變化，同時注意到這些關係很少會呈現線性，更別說以任何共同的規範價值觀為基礎了。」
在對亞伯拉罕協議的周年分析中，國土報表示該協議的前提，是建立一個「以色列-遜尼派國家」反伊朗聯盟的想法，而關係的正常化將有所幫助，但令人懷疑的，是「是否曾經有過這樣的聯盟，而這些協議對建立或鞏固一個聯盟沒有任何作用」。2022年3月，沙烏地阿拉伯王儲穆罕默德·本·沙爾曼表示，與伊朗的和平談判將會繼續，同時「我們將會把以色列視為潛在的盟友，前提是他應該解決巴勒斯坦的問題」。

### 2022年内盖夫峰会
以色列外交部长亚伊尔·拉皮德于2022年3月27日至28日在斯代博克举行峰会。出席会议的有美国、巴林、埃及、阿联酋和摩洛哥等國的外長。摩洛哥外長納賽爾·布里塔抵達以色列並進行「歷史性」的首次訪問，並會見布林肯且轉達了國王穆罕默德六世的訊息：「當我們（與以色列）重新建立關係時，這並非機會主義的舉動，而是一個信念的舉動」，並承諾兩國官員之間會進行更正式的訪問，進一步推動合作和聯繫，布里塔還說：「我們今天來到這裡，是因為我們真誠的、發自內心的，深信著和平。」稍早之前，摩洛哥皇家航空便於本月開通了直飛特拉維夫的航班。
美國國務卿布林肯於峰會首日出席，並與拉皮德部長發表聯合聲明，稱「美國認為伊核協議是讓伊朗重回困境的最佳方式。」然而，「當涉及到最重要的環節時，我們的看法是一致的，我們都承諾決心，讓伊朗永遠不會獲得核武器……我們對伊朗永遠不會獲得核武器的核心原則之承諾是堅定不移的。不管怎樣，我們將繼續密切合作。」隨後他將該峰會與「沒有人認為有可能」的大衛營協議進行比較，並稱這是該地區「新曙光」的開端。
針對最近發生在哈代拉的恐怖襲擊，造成公車站內的兩名以色列人死亡之事件， 所有參與者都對此表示譴責。他們決定將內蓋夫峰會定為年度例會，並邀請包括巴勒斯坦人在內的其他區域夥伴，拉皮德道：「我們今天給該地區所有人民，包括巴勒斯坦人打開了一扇門，並讓他們用進步和成功的共同未來取代恐怖和破壞的道路。此外，我們在這裡做的，是創造歷史，是建立一個基於進步、技術、宗教寬容、安全和情報合作的新區域架構。」

### 沙烏地阿拉伯與伊朗和解以及以色列—哈馬斯戰爭
2023年3月10日，在中國大陸斡旋達成協議後，伊朗和沙烏地阿拉伯宣布恢復關係。根據協議，兩國同意尊重對方主權，互不干涉內政。 這引發了連鎖反應，巴林、蘇丹等先前與以色列建交的阿拉伯國家開始致力於與伊朗建交。
2023年10月，以色列—哈馬斯戰爭爆發后，沙烏地阿拉伯決定停止與以色列的正常化談判。2024年1月，沙烏地阿拉伯駐英國大使哈立德·本·班達爾·沙特王子在接受BBC採訪時表示，沙烏地阿拉伯仍然對戰後與以色列的和平與關係正常化感興趣，條件是建立巴勒斯坦國。

### 軍事再來
根據Axios報道，2024年6月，以色列參謀長赫齊·哈萊維以及來自巴林、埃及、阿聯酋、約旦和沙烏地阿拉伯的美國中央司令部司令和將軍在巴林秘密會面，討論地區安全合作。